# Выборы президента США в Коннектикуте (2024)
Вы́боры Президе́нта США 2024 го́да в Конне́ктикуте прошли во вторник, 5 ноября 2024 года. В них приняли участие все 50 штатов, а также округ Колумбия. Избиратели Коннектикута выбирали выборщиков, которые будут представлять их в Коллегии выборщиков, путём всенародного голосования. Коннектикут имеет 7 голосов выборщиков в Коллегии выборщиков после перераспределения в результате переписи населения США 2020 года (штат сохранил имевшееся ранее количество голосов).

## История
Коннектикут приобрёл статус штата в январе 1788 года и принимал участие во всех президентских выборах. Вплоть до конца XX века избиратели штата чаще отдавали предпочтение кандидатам от Республиканской партии. Однако на последних восьми президентских выборах (с 1992 года) неизменно побеждали кандидаты-демократы. 
В 2020 году Джо Байден опередил Дональда Трампа на 20 процентных пунктов. Всего два округа Коннектикута отдали предпочтение Трампу: Литчфилд и Уиндем — в них проживает порядка 8,4 % населения штата. В преддверии выборов 2024 года Камала Харрис заручилась поддержкой видных политических деятелей штата, среди них — губернатор Нед Ламонт, сенаторы Ричард Блументал и Крис Мёрфи

## Внутрипартийные выборы
Праймериз обеих партий состоялись 2 апреля 2024 года.

### Праймериз Демократической партии
| Кандидат             | Голоса | %    | Делегаты |
| -------------------- | ------ | ---- | -------- |
| Джо Байден           | 55 533 | 84,8 | 60       |
| Против всех          | 7619   | 11,6 | 0        |
| Марианна Уильямсон   | 1490   | 2,3  | 0        |
| Дин Филлипс (снялся) | 577    | 0,9  | 0        |
| Дженк Уйгур (снялся) | 310    | 0,5  | 0        |
| Всего                | 65 529 | 100  | 60       |

### 6Праймериз Республиканской партии
| Кандидат              | Голоса | %    | Делегаты |
| --------------------- | ------ | ---- | -------- |
| Дональд Трамп         | 34 750 | 77,9 | 28       |
| Никки Хейли (снялась) | 6229   | 14,0 | 0        |
| Против всех           | 2166   | 4,8  | 0        |
| Рон Десантис (снялся) | 1289   | 2,9  | 0        |
| Райан Бинкли (снялся) | 184    | 0,4  | 0        |
| Всего                 | 44 618 | 100  | 28       |

## Всеобщие выборы

### Предвыборная статистика
Обозначения:
- Р — равенство
- НП — небольшое преимущество
- ДП — достаточное преимущество
- СП — существенное, но преодолимое преимущество
- ОП — огромное преимущество

| Источник              | Рейтинг | По состоянию на: |
| --------------------- | ------- | ---------------- |
| Cook Political Report | ОП (Д)  | 19 декабря 2023  |
| Inside Elections      | ОП (Д)  | 26 апреля 2023   |
| Sabato's Crystal Ball | ОП (Д)  | 29 июня 2023     |
| DDHQ/The Hill         | ОП (Д)  | 14 декабря 2023  |
| CNalysis              | ОП (Д)  | 30 декабря 2023  |
| CNN                   | ОП (Д)  | 14 января 2024   |
| The Economist         | СП (Д)  | 12 июня 2024     |
| 538                   | СП (Д)  | 11 июня 2024     |
| RCP                   | ОП (Д)  | 26 июня 2024     |

### Опросы
Камала Харрис vs. Дональд Трамп
| Источник опроса       | Период проведения   | Размер выборки | Уровень погрешности | Камала Харрис Демократическая | Дональд Трамп Республиканская | НИ  |
| --------------------- | ------------------- | -------------- | ------------------- | ----------------------------- | ----------------------------- | --- |
| MassINC Polling Group | 12–18 сентября 2024 | 800 (ПИ)       | ±3,7%               | 53%                           | 37%                           | 10% |

## Результаты

### По округам
| Округ      | Камала Харрис Демократическая | Камала Харрис Демократическая | Дональд Трамп Республиканская | Дональд Трамп Республиканская | Другие кандидаты | Другие кандидаты | Преимущество | Преимущество | Всего |
| Округ      | #                             | %                             | #                             | %                             | #                | %                | #            | %            | Всего |
| ---------- | ----------------------------- | ----------------------------- | ----------------------------- | ----------------------------- | ---------------- | ---------------- | ------------ | ------------ | ----- |
| Фэрфилд    |                               |                               |                               |                               |                  |                  |              |              |       |
| Хартфорд   |                               |                               |                               |                               |                  |                  |              |              |       |
| Литчфилд   |                               |                               |                               |                               |                  |                  |              |              |       |
| Мидлсекс   |                               |                               |                               |                               |                  |                  |              |              |       |
| Нью-Хейвен |                               |                               |                               |                               |                  |                  |              |              |       |
| Нью-Лондон |                               |                               |                               |                               |                  |                  |              |              |       |
| Толленд    |                               |                               |                               |                               |                  |                  |              |              |       |
| Уиндем     |                               |                               |                               |                               |                  |                  |              |              |       |
| Всего      |                               |                               |                               |                               |                  |                  |              |              |       |